# Monte (Corsica)
Monte is een gemeente in het Franse departement Haute-Corse (regio Corsica) en telt 497 inwoners (2005). De plaats maakt deel uit van het arrondissement Corte.

## Geografie
De oppervlakte van Monte bedraagt 15,2 km², de bevolkingsdichtheid is 32,7 inwoners per km².

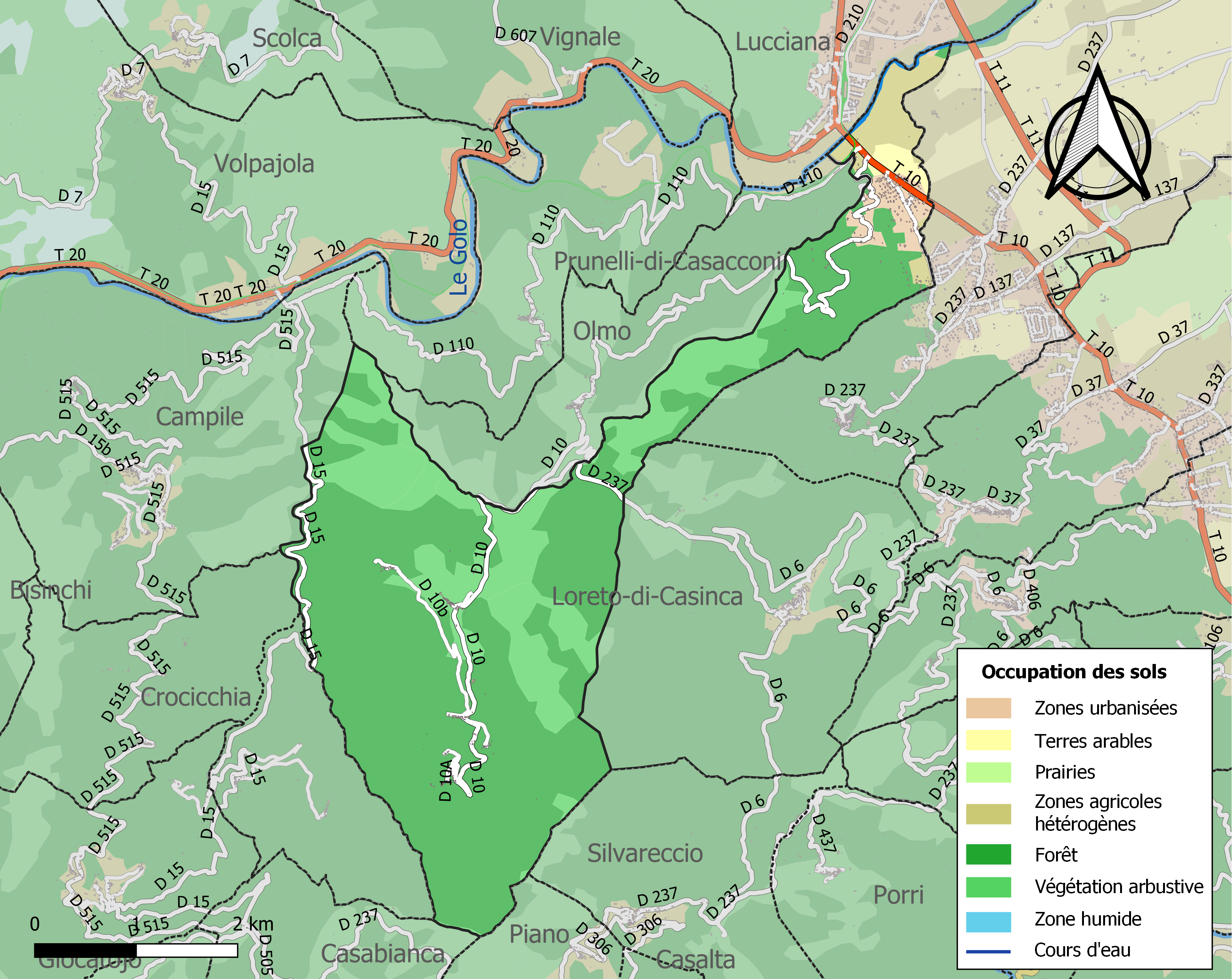
Kaart van de gemeente met de belangrijkste infrastructuur, bodemgebruik en omliggende gemeenten

## Demografie
Onderstaande figuur toont het verloop van het inwonertal (bron: INSEE-tellingen).

Vanwege een beveiligingsprobleem met de MediaWiki Graph-software is het momenteel niet mogelijk deze grafiek weer te geven. Zodra de software is bijgewerkt zal de grafiek vanzelf weer zichtbaar worden.